# تومبا (ورانگه)
تومبا (به صربی: Tumba) یک منطقهٔ مسکونی در صربستان است که در ناحیه پچینیا واقع شده‌است. تومبا ۴۴ نفر جمعیت دارد.